# Коржынкольское месторождение железа
Коржынкольское месторождение железа расположено в Таранском районе Костанайской области. Открыто в 1948 году во время аэромагнитных съемок. В 1948—1956 исследовано учеными Д.Токорковым, Д. А. Онтоноивым и др. Расположено в средней части главного железного пояса Торгая, толщина размещения руды 600 м. Рудное тело по вещественному составу характеризуется как первоначальное (сплошной магнетит, рудные камни и скарпы). Протяженность рудного пояса 2000 м, наклонность около 1000 м. Толщина от нескольких метров до 250 м. Минеральный состав руды — кальцит-термолит-магнетитный, флагопит-магнетитный, диопсид-магнетитный. Содержание в руде железа 49,3 %, серы 2,21 %, фосфора 0,02 %. Коржынкольское месторождение железа относится к разряду средних месторождений.